# Baptiste Martin
Baptiste Martin (Troyes, 14 maggio 1985) è un calciatore francese, difensore svincolato.